# Takuya Ōnishi
Takuya Ōnishi (jap. 大西 卓哉, Ōnishi Takuya; * 22. Dezember 1975 in der Präfektur Tokio) ist ein japanischer Astronaut.

## Karriere in der Luftfahrt
Ōnishi absolvierte eine zweijährige Grundflugausbildung in Bakersfield, Kalifornien und ein Jahr später die Flugausbildung in Tokio. Er war Copilot für die Boeing 767 bei All Nippon Airways und flog sowohl nationale als auch internationale Strecken.

## Raumfahrertätigkeit
2009 wurde er mit zwei weiteren Kandidaten ausgewählt, um als japanischer Astronaut auf der Internationalen Raumstation zu forschen. Von April 2009 bis Juli 2011 befand er sich im speziellen Training bei der NASA für den Raumflug zur ISS, mit verstärktem Training auf die Ausstattung und die Experimente des japanischen Moduls Kibō. Im Oktober 2011 war er ein Besatzungsmitglied der NEEMO-15-Mission, einem Unterseeforschungshabitat der National Oceanic and Atmospheric Administration (NOAA) vor der Küste Floridas, in dem er zwölf Tage arbeitete.
2012 wurde Ōnishi für einen Langzeitaufenthalt an Bord der ISS nominiert. Er startete am 7. Juli 2016 zusammen mit dem russischen Kosmonauten Anatoli Iwanischin und der amerikanischen Astronautin Kathleen Rubins im Raumschiff Sojus MS-01 zur ISS. Dort arbeitete er bis zum 30. Oktober 2016 als Bordingenieur der Expeditionen 48 und 49.
Als Teil der SpaceX Crew-10 flog er am 14. März 2025 zusammen mit Anne McClain, Kirill Peskow und Nichole Ayers zur ISS.

## Privates
Ōnishi ist verheiratet und hat keine Kinder.